# Dendrectilla
Dendrectilla is een geslacht van sponsdieren uit de familie van de gewone sponzen (Demospongiae).

## Soort
- Dendrectilla tremitensis Pulitzer-Finali, 1983